# 東根市

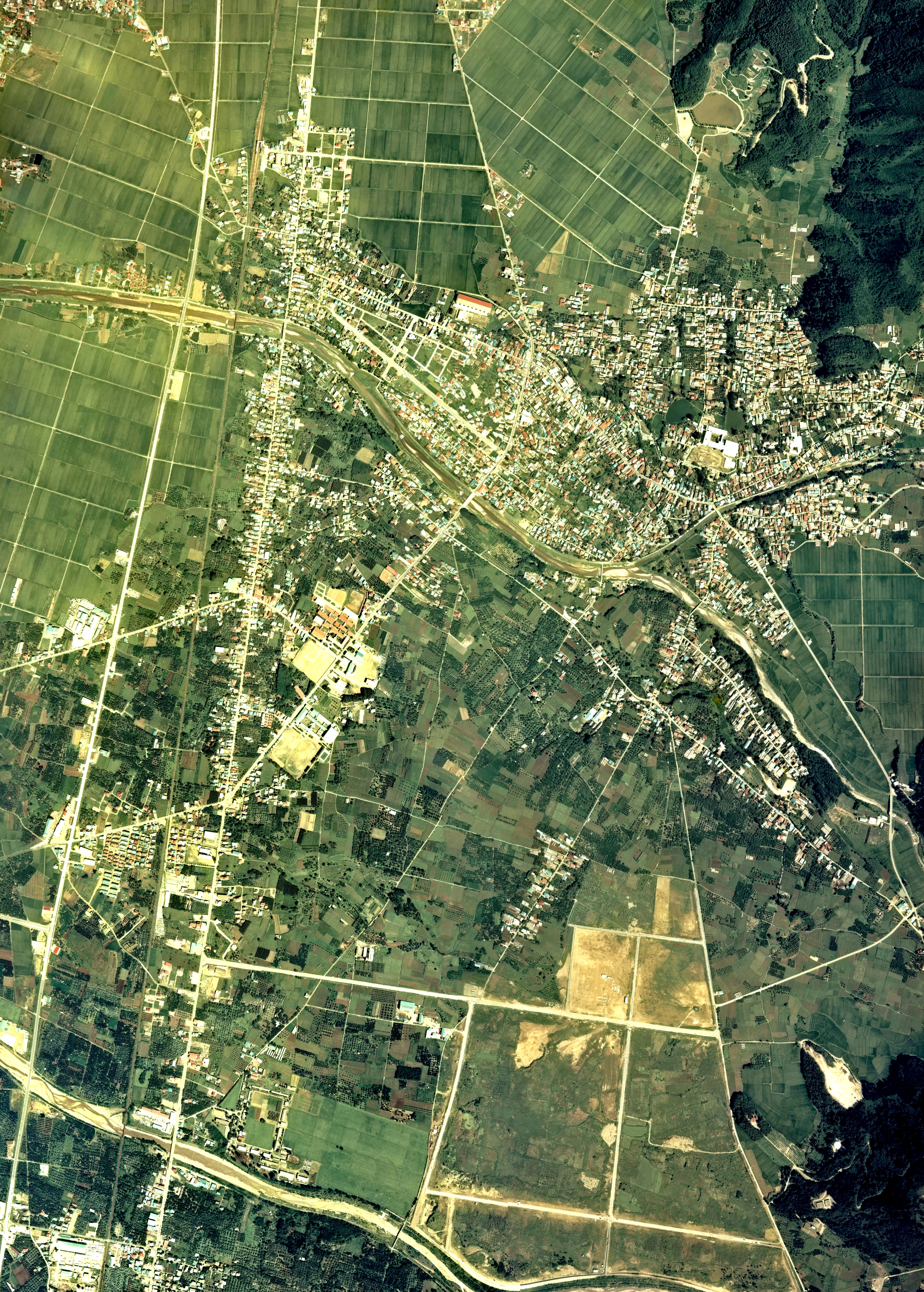
1976年（昭和51年）撮影の東根市中心部付近の空中写真。画像右上の山麓から画像中央にかけて広がる市街地が、古くからの東根市の中心地である。画像下部の区画造成工事が行われているエリアは、今日の東根市役所のある『東根都市圏』一帯である。1976年撮影の10枚を合成作成。
。

東根市（ひがしねし）は、山形県中央東部にある市。
サクランボやリンゴをはじめとする果樹の栽培が盛んで、サクランボの生産量は全国の市町村で1位。また、焼き麩の生産量も日本最多である。1958年（昭和33年）市制施行。

## 地理
山形盆地の北部最上川東岸に位置し、市域東部の奥羽山脈から流れる乱川、白水川、村山野川、日塔川が作り出した扇状地に市街地がある。乱川下流域には湧水地が存在し、環境庁（現環境省）の選定した名水百選に選定されている。
奥羽山脈に面する市の東半分は山地となっており、北東は黒伏山、御所山（御所山県立自然公園）、南東は関山峠を通じて仙台市と接する。南は面白山付近で山形市と接し、大畑山・水晶山・乱川を境として天童市と接する。西は最上川付近で河北町と、北は村山市・尾花沢市と接する。
山岳
- 御所山
- 面白山
- 大森山
- 若木山

河川
- 最上川
- 白水川
- 村山野川
- 乱川
- 小見川
- 日塔川

ダム
- 白水川ダム

スキー場
- 黒伏高原スノーパークジャングル・ジャングル

瀑布
- 大滝

## 気候
寒暖の差が大きく気温の年較差、日較差が大きい顕著な大陸性気候である。降雪量が多く、豪雪地帯に指定されている。
| 東根（2003年 - 2020年）の気候      | 東根（2003年 - 2020年）の気候 | 東根（2003年 - 2020年）の気候 | 東根（2003年 - 2020年）の気候 | 東根（2003年 - 2020年）の気候 | 東根（2003年 - 2020年）の気候 | 東根（2003年 - 2020年）の気候 | 東根（2003年 - 2020年）の気候 | 東根（2003年 - 2020年）の気候 | 東根（2003年 - 2020年）の気候 | 東根（2003年 - 2020年）の気候 | 東根（2003年 - 2020年）の気候 | 東根（2003年 - 2020年）の気候 | 東根（2003年 - 2020年）の気候 |
| 月                                 | 1月                           | 2月                           | 3月                           | 4月                           | 5月                           | 6月                           | 7月                           | 8月                           | 9月                           | 10月                          | 11月                          | 12月                          | 年                            |
| ---------------------------------- | ----------------------------- | ----------------------------- | ----------------------------- | ----------------------------- | ----------------------------- | ----------------------------- | ----------------------------- | ----------------------------- | ----------------------------- | ----------------------------- | ----------------------------- | ----------------------------- | ----------------------------- |
| 最高気温記録 °C （°F）             | 12.4 (54.3)                   | 18.7 (65.7)                   | 22.3 (72.1)                   | 29.1 (84.4)                   | 33.5 (92.3)                   | 37.0 (98.6)                   | 37.8 (100)                    | 38.2 (100.8)                  | 36.7 (98.1)                   | 30.6 (87.1)                   | 23.7 (74.7)                   | 18.0 (64.4)                   | 38.2 (100.8)                  |
| 平均最高気温 °C （°F）             | 2.3 (36.1)                    | 3.5 (38.3)                    | 8.3 (46.9)                    | 15.7 (60.3)                   | 22.3 (72.1)                   | 26.0 (78.8)                   | 28.4 (83.1)                   | 30.2 (86.4)                   | 26.0 (78.8)                   | 19.3 (66.7)                   | 12.3 (54.1)                   | 5.4 (41.7)                    | 16.7 (62.1)                   |
| 日平均気温 °C （°F）               | −1.1 (30)                     | −0.5 (31.1)                   | 3.1 (37.6)                    | 9.0 (48.2)                    | 15.5 (59.9)                   | 20.0 (68)                     | 23.3 (73.9)                   | 24.7 (76.5)                   | 20.5 (68.9)                   | 13.4 (56.1)                   | 7.0 (44.6)                    | 1.6 (34.9)                    | 11.4 (52.5)                   |
| 平均最低気温 °C （°F）             | −5.3 (22.5)                   | −5.0 (23)                     | −2.1 (28.2)                   | 2.5 (36.5)                    | 8.7 (47.7)                    | 14.4 (57.9)                   | 19.2 (66.6)                   | 20.2 (68.4)                   | 15.7 (60.3)                   | 7.9 (46.2)                    | 2.1 (35.8)                    | −2.3 (27.9)                   | 6.4 (43.5)                    |
| 最低気温記録 °C （°F）             | −15.0 (5)                     | −14.2 (6.4)                   | −10.7 (12.7)                  | −5.7 (21.7)                   | −0.2 (31.6)                   | 4.9 (40.8)                    | 10.1 (50.2)                   | 11.4 (52.5)                   | 4.9 (40.8)                    | −1.0 (30.2)                   | −5.8 (21.6)                   | −12.2 (10)                    | −15.0 (5)                     |
| 降水量 mm （inch）                 | 90.4 (3.559)                  | 53.1 (2.091)                  | 61.6 (2.425)                  | 59.7 (2.35)                   | 63.4 (2.496)                  | 86.1 (3.39)                   | 162.3 (6.39)                  | 123.1 (4.846)                 | 100.3 (3.949)                 | 96.0 (3.78)                   | 80.8 (3.181)                  | 111.3 (4.382)                 | 1,088.2 (42.843)              |
| 平均降水日数 （≥1.0 mm）           | 16.6                          | 12.8                          | 12.2                          | 9.7                           | 8.5                           | 8.5                           | 13.2                          | 10.4                          | 9.7                           | 10.5                          | 13.7                          | 17.3                          | 143.0                         |
| 出典1：Japan Meteorological Agency |                               |                               |                               |                               |                               |                               |                               |                               |                               |                               |                               |                               |                               |
| 出典2：気象庁                      |                               |                               |                               |                               |                               |                               |                               |                               |                               |                               |                               |                               |                               |

## 歴史
奥羽山脈から流れ出た川が作り出した沖積平野には遺跡が多く残されており、縄文時代前期頃から人々が集住し始めたものの、弥生時代の遺構は見つかっておらず寒冷化によって続縄文文化が南下したとみられる。古墳時代には稲作がはじめられ、天童市成生から当市郡山にかけては条里制の地割が見られるとともに古墳も出現する（大塚古墳）。和銅5年（712年）出羽国が成立すると最上郡に属し、平安時代最上郡が村山郡と分かれると村山郡に属した。駅制が地方にも波及すると、最上川舟運を利用した駅制の一部に組み込まれ、延喜式に記述がある「村山駅」及び村山郡衙は市内郡山にあったと推定されている。また、11世紀半ばに摂関家領荘園として小田島荘が成立したとされ、初見は寛治6年（1095年）の関白藤原師通の日記においてである。
鎌倉時代に入ると地頭として横山党中条氏が治めた。中条氏は鎌倉にあり陸奥国刈田郡、和賀郡とともに兼帯したというが、後に分割相続し小田島氏を名乗る。南北朝時代に入ると南朝結城氏の支配下に入ったことが北畠親房の書状から推測されるが、結城氏が後に北朝に転じても足利尊氏により領有が認められた。しかし正平11年（1356年）、結城氏の代官として小田島荘を治めた平長義（小田島長義）が北朝方結城氏勢力を駆逐し小田島氏本来の旧領を回復したことが、普光寺に納められた洪鍾の銘や、若宮八幡社の鰐口から暗示されている。ところが、同年南朝側は奥州管領斯波家兼の次子斯波兼頼を出羽国最上郡に下向させると勢力図は一変、同じく南朝の寒河江氏などと共闘したとみられるが小田島氏は最上川西岸へ駆逐されてしまう。
その後室町時代には天童氏の庶子が入り東根氏を名乗った。戦国時代には、血統的には宗家に当たる最上氏と比肩する勢力を築いた天童氏の一翼として、長瀞氏・六田氏などと名乗り天童八楯を形成する。しかし、最上義光の策により八楯が崩壊し天童氏が滅亡すると最上義光に仕えた。東根城主東根景佐は12,000石を領した。
江戸時代に入ると最上氏が改易となり、程なく幕領となって東根代官陣屋が置かれた。享保年間には田畑の質流れ禁止令をめぐり長瀞騒動がおきている。その後寛政10年（1798年）米津氏が長瀞藩として入り長瀞陣屋が置かれた。大手門が現存移築されている。
- 1889年（明治22年）4月1日 - 町村制施行に伴い北村山郡東根村・六田村・神町村・板垣新田・中島新田・大林新田の区域をもって東根村が成立。
- 1896年（明治29年）6月15日 - 町制施行して東根町となる。
- 1954年（昭和29年）8月1日 - 東根町・大富村・小田島村・高崎村・東郷村・長瀞村が新設合併し、改めて東根町となる。
- 1956年（昭和31年）11月1日 - 天童町（現・天童市）と境界変更。
- 1957年（昭和32年）11月1日 - 大字猪野沢・東根・六田・沼沢・長瀞の各一部を村山市へ編入。
- 1958年（昭和33年）11月3日 - 市制施行して東根市となる。
- 1966年（昭和41年）4月1日 - 大字長瀞の一部を村山市へ、村山市大字大久保の一部を東根市へ編入。
- 1967年（昭和42年）4月1日 - 一部を天童市へ編入。
- 1969年（昭和44年）5月1日 - 大字松沢・長瀞・島大堀の各一部を河北町へ、河北町大字谷地の一部を東根市へ編入。
- 1971年（昭和46年）5月1日 - 河北町と境界変更。
- 1980年（昭和55年）9月1日 - 大字東根・六田・長瀞の各一部を村山市へ、村山市大字楯岡・河島の各一部を東根市へ編入。
- 1989年（平成元年）8月 - 中央地区に新市庁舎落成。
- 2001年（平成13年）10月17日 - 国際環境規格ISO14001の認証を山形県内の市町村で初めて取得。
- 2001年（平成13年）11月6日 - 天童市の飛地（大字乱川字西原）を編入。
- 2008年（平成20年）5月30日 - レジ袋有料化を実施。実施は山形県内初で、東北では仙台市に次いで2番目。

### 市名の由来
大昔、村山盆地の真ん中に「藻が湖（もがうみ）」という大きな湖があり、この湖の東に連なる奥羽山脈の麓に最も早く拓けたところを東根と呼び、この地名が付けられたといわれている。なお、最上川対岸の寒河江市には西根という地名もある。

## 市政
- 市長：土田正剛（1998年9月5日就任、7期目）

### 歴代市長
| 代 | 氏名       | 就任                      | 退任                      | 備考 |
| -- | ---------- | ------------------------- | ------------------------- | ---- |
| 1  | 工藤恒太郎 | 1954年（昭和29年）9月5日  | 1966年（昭和41年）8月15日 |      |
| 2  | 須藤孝三郎 | 1966年（昭和41年）8月16日 | 1970年（昭和45年）8月15日 |      |
| 3  | 阿部勉     | 1970年（昭和45年）8月16日 | 1978年（昭和53年）8月15日 |      |
| 4  | 留場俊光   | 1978年（昭和53年）8月16日 | 1981年（昭和56年）2月25日 |      |
| 5  | 奥山工吉   | 1981年（昭和56年）4月6日  | 1982年（昭和57年）7月20日 |      |
| 6  | 那須正男   | 1982年（昭和57年）9月5日  | 1990年（平成2年）9月4日   |      |
| 7  | 伊勢辰雄   | 1990年（平成2年）9月5日   | 1998年（平成10年）9月4日  |      |
| 8  | 土田正剛   | 1998年（平成10年）9月5日  | 現職                      |      |

### 市議会
→詳細は「東根市議会」を参照

### 行政機構
2011年（平成23年）4月1日現在の市職員数（短期契約職員を除く）は365人である。
- 副市長
- 総務部-総合政策課・庶務課・財政課・プロジェクト推進課・税務課
- 市民生活部-市民課・生活環境課
- 健康福祉部-子育て健康課・福祉課
- 経済部-農林課・商工観光課
- 建設部-建設課・都市整備課
- 水道部-水道課
- 消防本部-総務課

### 都市宣言
- 交通安全都市東根の宣言
- 東根市非核平和都市宣言
- 暴力のない明るい都市宣言
- 東根市健康づくり都市宣言
- 果樹王国ひがしね宣言

### 市民憲章
- 自然を愛し 環境をととのえ美しいまちをつくります。
- 奉仕と感謝の輪を広げあたたかいまちをつくります。
- からだをきたえ 楽しく働き豊かなまちをつくります。
- 教養を深め香り高い文化のまちをつくります。
- きまりを守り 進んで力をあわせ住みよいまちをつくります。

### 自治体交流
- 中央区（東京都）
  - 1991年友好都市提携
- 新得町（北海道 十勝支庁管内）
  - 1994年友好都市提携

## 経済
県内でも整備されている交通インフラ環境や商工業地帯、東北地方の中心都市である宮城県仙台市に隣接しているという地理的環境を生かして、それまでは主に（サクランボ、リンゴ、ラ・フランスなどの）果樹園が点在していたさくらんぼ東根駅周辺の農業地帯を大規模な工業地帯や商業施設、更には宅地開発によって新興住宅地区に区画整理をして分譲している。そのため、市街地の風景が著しく変化しており、県内の周辺市町村などからの移住者を中心に同市への定住者が増加し、さくらんぼ東根駅周辺を中心に新たな『東根都市圏』を形成している。
市街地は平地部を南北に貫く奥羽本線及び国道13号線と、仙台へ通じる国道48号から分岐した県道29号線が直交する地点に集積している。市の南西部には山形空港があり、中央部にはさくらんぼ東根駅とその周辺地域に出店した「イオン東根店」や「ヨークベニマル東根店」といった大型ショッピングセンターエリアを中心とした新興商業地帯が形成されている。また、山形臨空工業団地、大森工業団地・大森西工業団地（旧山形県畜産試験場跡地とその周辺の果樹園地帯）などの工業地帯や陸上自衛隊神町駐屯地などでは東根市内以外の周辺の市町村からも多くの労働力を集めている。いずれの産業も盛んであることから、一人当たりの所得は県内平均（263.0万円）と比較して高い水準（296.1万円）にある。

### 農業
果樹の栽培が盛んで作付面積、農業産出額に占める割合が多く(78.2%)、水田の作付率は山形県の平均水田作付率（79.0%）より低い（43.8%）。
農業協同組合は、市全域が東根市農業協同組合（JAさくらんぼひがしね）の管轄区域である。
- さくらんぼ生産量全国1位 (3,600t)
- さくらんぼ栽培面積全国1位（平成27年）[15]
- さくらんぼ経営体数全国2位（平成27年）[15]
- 市町村別農業産出額・果実　全国4位（136.9億円）[15]
- りんご生産量山形県1位
- もも生産量山形県1位
- ラフランス生産量山形県2位

### 工業
山形県が設置した大森工業団地・大森西工業団地を核として、東根市が主体となった山形臨空工業団地・縄目工業団地があり、製造業が盛んである。
主な企業
- スリーエム ジャパン プロダクツ（山形事業所）
- オーデリック（山形工場）
- THK（山形工場）
- 京セラ（山形東根工場））
- 日東ベスト（東根工場）
- 山形カシオ（本社）
- アイジー工業（本社）
- ナガオカ（本社）
- ベーリンガーインゲルハイム製薬（山形工場）
- 山形サンケン（サンケン電気関連会社）
- 東根新電元（新電元工業関連会社）

### 金融機関
- 東根市農業協同組合(JAさくらんぼひがしね) ...指定金融機関。
- 山形銀行東根支店
- 荘内銀行東根支店
- きらやか銀行さくらんぼ東根支店
- 新庄信用金庫東根出張所
- 北郡信用組合東根支店・神町支店・東根温泉支店

### 郵便
- 東根郵便局（集配局・ゆうゆう窓口設置局）
- 神町郵便局
- 東根一日町郵便局
- 長瀞郵便局
- 大富郵便局
- 羽前高崎郵便局
- 東郷郵便局
- 小田島郵便局
- さくらんぼ東根温泉簡易郵便局

## 地域

### 人口
人口構成は若年人口が多くの割合を占めている。一方で「イオン東根店」など大型商業店舗がさくらんぼ東根駅周辺へ店舗移転する傾向にあり、これまでの中心街であった東根温泉街、東根駅、神町駅周辺地域などは大規模な土地区画整理事業から取り残され、住民の急速な高齢化が進む等、市内間における一極集中が進んでいる。
| |                                        |  |
| 東根市と全国の年齢別人口分布（2005年） | 東根市の年齢・男女別人口分布（2005年） |  |
| ■紫色 ― 東根市 ■緑色 ― 日本全国 | ■青色 ― 男性 ■赤色 ― 女性              |  |
| 東根市（に相当する地域）の人口の推移 \| 1970年（昭和45年） \| 39,113人 \| \| \| 1975年（昭和50年） \| 39,266人 \| \| \| 1980年（昭和55年） \| 40,559人 \| \| \| 1985年（昭和60年） \| 41,874人 \| \| \| 1990年（平成2年） \| 42,751人 \| \| \| 1995年（平成7年） \| 43,208人 \| \| \| 2000年（平成12年） \| 44,800人 \| \| \| 2005年（平成17年） \| 45,834人 \| \| \| 2010年（平成22年） \| 46,414人 \| \| \| 2015年（平成27年） \| 47,768人 \| \| \| 2020年（令和2年） \| 47,682人 \| \| |                                        |  |
| 総務省統計局 国勢調査より |                                        |  |
| 1970年（昭和45年） | 39,113人                               |  |
| 1975年（昭和50年） | 39,266人                               |  |
| 1980年（昭和55年） | 40,559人                               |  |
| 1985年（昭和60年） | 41,874人                               |  |
| 1990年（平成2年） | 42,751人                               |  |
| 1995年（平成7年） | 43,208人                               |  |
| 2000年（平成12年） | 44,800人                               |  |
| 2005年（平成17年） | 45,834人                               |  |
| 2010年（平成22年） | 46,414人                               |  |
| 2015年（平成27年） | 47,768人                               |  |
| 2020年（令和2年） | 47,682人                               |  |

### 保健・医療
- 休日診療所 - さくらんぼタントクルセンター内
- 北村山公立病院 - 三市一町（東根市・村山市・尾花沢市・大石田町）の組合立病院

### 住居表示
市内の一部地域では、全国でも採用例がほとんどない道路方式の住居表示が採用されている。

### 公共施設

#### 福祉施設
- さくらんぼタントクルセンター　（東根市中央）

#### 文化施設
- まなびあテラス - 図書館と美術館を併設した東根市公益文化施設
  - 東根市立図書館　（東根市中央南）-20万冊収蔵可能図書館
  - 東根市立美術館　（東根市中央南）
- 東の杜資料館 （東根市大字東根） - 650種類、約1000点の民俗資料を展示。

#### 体育施設
屋内スポーツ施設
- 東根市民体育館　（東根市大字東根）
- 東根市屋内ゲートボール場

屋外スポーツ施設
- 市民プール
- ゲートボール場
- 大森山緑地公園野球場
- 大森山テニスコート
- 大森パークテニスコート
- 大森山公園多目的広場
- 大森山公園芝公園

#### 公民館
- 東根公民館
- 神町公民館
- 東郷公民館
- 高崎公民館
- 大富公民館
- 小田島公民館
- 長瀞公民館

### 国・県の機関
- 国土交通省東京航空局山形空港出張所
- 防衛省陸上自衛隊神町駐屯地（東北方面隊第6師団などが駐屯）

警察
村山警察署（村山市）の管轄である。
- 東根交番
- 神町交番
- 大富駐在所
- 高崎駐在所
- 東根温泉駐在所
- 山形空港警備派出所

消防
- 山形県消防防災航空隊本部 - 山形空港
- 東根市消防署・消防本部庁舎

## 教育
市の急激な人口増加に合わせるため市は「さくらんぼタントクルセンター」や旧東根市立第一中学校跡地に新たに「東根市立東根中部小学校」、神町地区に「東根市立大森小学校」などを新設し、市内の子育ての教育環境を急速に充実させている。現状では急増する生徒数に対して現存する市内の小中学校では既存の校舎では到底間に合わず「東根市立神町中学校」では、プレハブの仮校舎で辛うじて間に合わせている。

### 小学校
- 東根市立東根小学校
- 東根市立神町小学校
- 東根市立東郷小学校
- 東根市立高崎小学校
- 東根市立大富小学校
- 東根市立小田島小学校
- 東根市立長瀞小学校
- 東根市立東根中部小学校
- 東根市立大森小学校

### 中学校
- 山形県立東桜学館中学校
- 東根市立第一中学校
- 東根市立第二中学校
- 東根市立第三中学校
- 東根市立大富中学校
- 東根市立神町中学校

### 高等学校
- 山形県立東桜学館高等学校

## 交通

### 空港

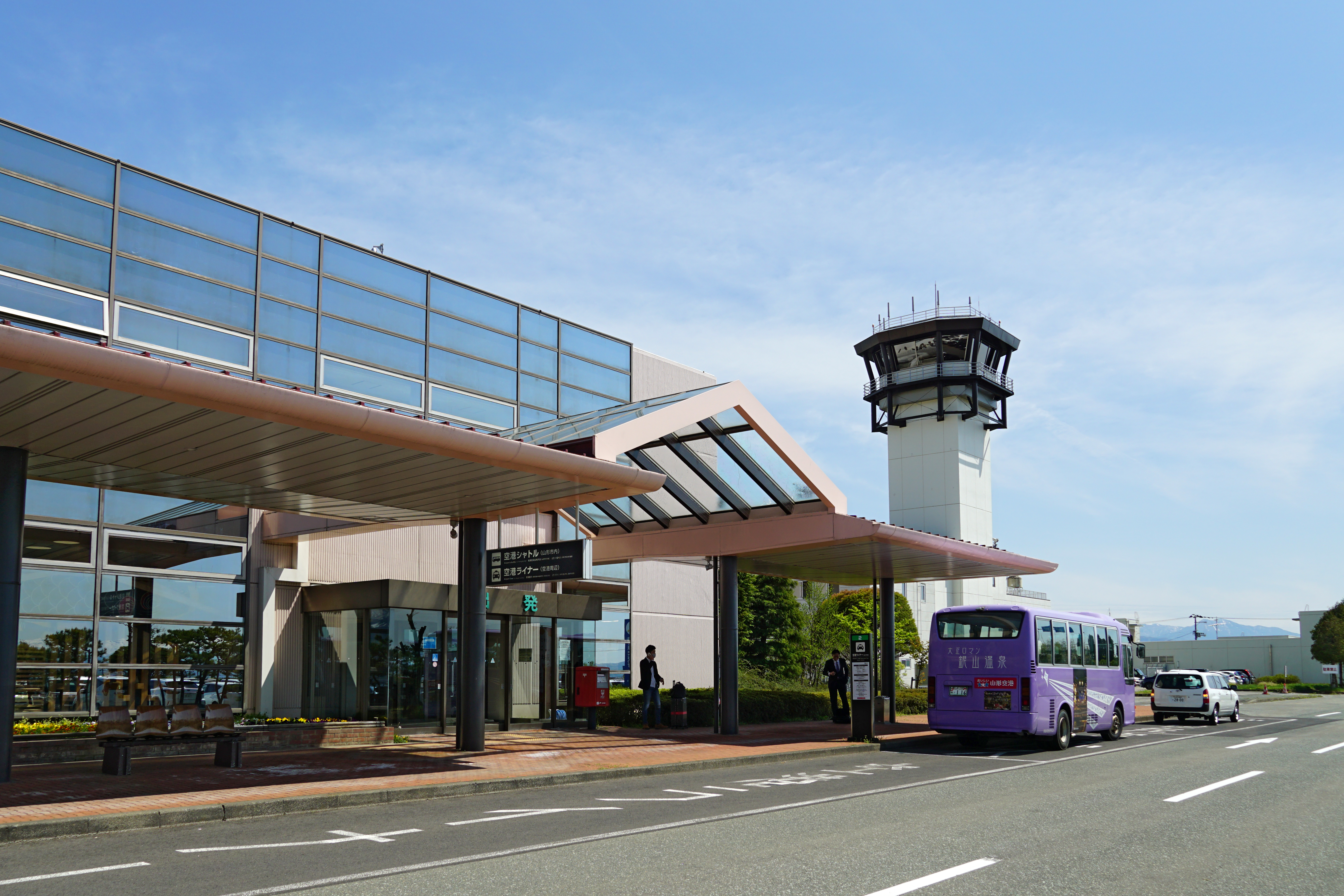
山形空港

- 山形空港

### 鉄道路線
東日本旅客鉄道（JR東日本）

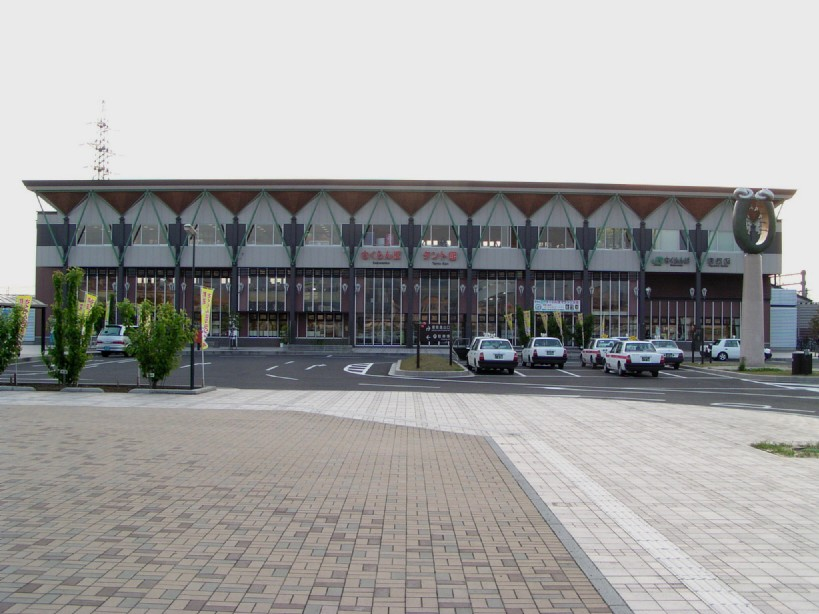
さくらんぼ東根駅

- 奥羽本線（山形線）：神町駅 - さくらんぼ東根駅 - 東根駅

さくらんぼ東根駅は山形新幹線の停車駅ともなっている。

### 道路
東北中央自動車道 東根ICと東根北ICがある。東根ICは山形空港付近に接続する。大半が片側1車線のため、休日などには渋滞することがある。
高速道路
- E13 東北中央自動車道：東根IC、東根北IC

一般国道
- 国道13号
- 国道48号
- 国道287号

県道（主要地方道）
- 山形県道20号山形羽入線
- 山形県道25号寒河江村山線
- 山形県道29号尾花沢関山線

県道（一般県道）
- 山形県道120号東根尾花沢線
- 山形県道122号東根大森工業団地線
- 山形県道184号山形空港線
- 山形県道295号東根停車場線
- 山形県道296号神田新町停車場線
- 山形県道297号田麦野行沢線
- 山形県道303号東根長島線
- 山形県道304号中島新田楯岡線
- 山形県道380号長瀞野田線

### タクシー
- 東根交通
- 神町タクシー

以上2社が東根市に本社を置く会社で、市内の医療機関などにはタクシー会社直通の電話機が備えられているところもある。

### バス路線
- 山交バスが運行している路線バスと、東根市市民バス「さくらんぼ号」、河北町営バスが走っている。
- 都市間バスは山交バスが東京行TOKYOサンライズ号（東北急行バス共同運行）と仙台行特急48ライナーを運行している。（なお、停留所はTOKYOサンライズ号がさくらんぼ東根駅、特急48ライナーがさくらんぼ東根駅と北村山公立病院前、東郷、原宿、休石、大滝に停車する。）
- さくらんぼ号は乗車区間を問わず大人200円、小中高生100円、幼児無料で乗ることができる。平日のみ運行。

## 観光

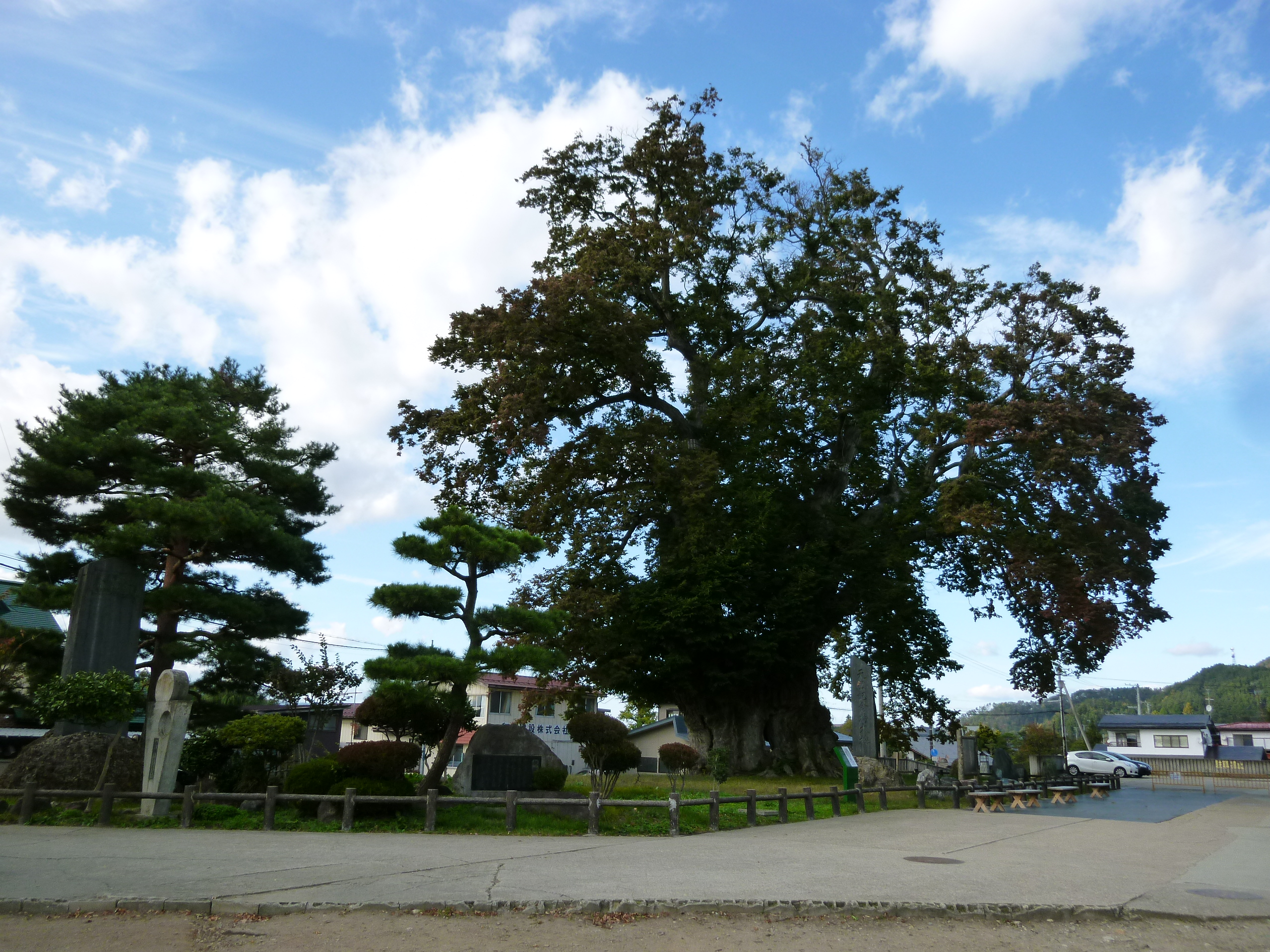
東根の大ケヤキ

大滝

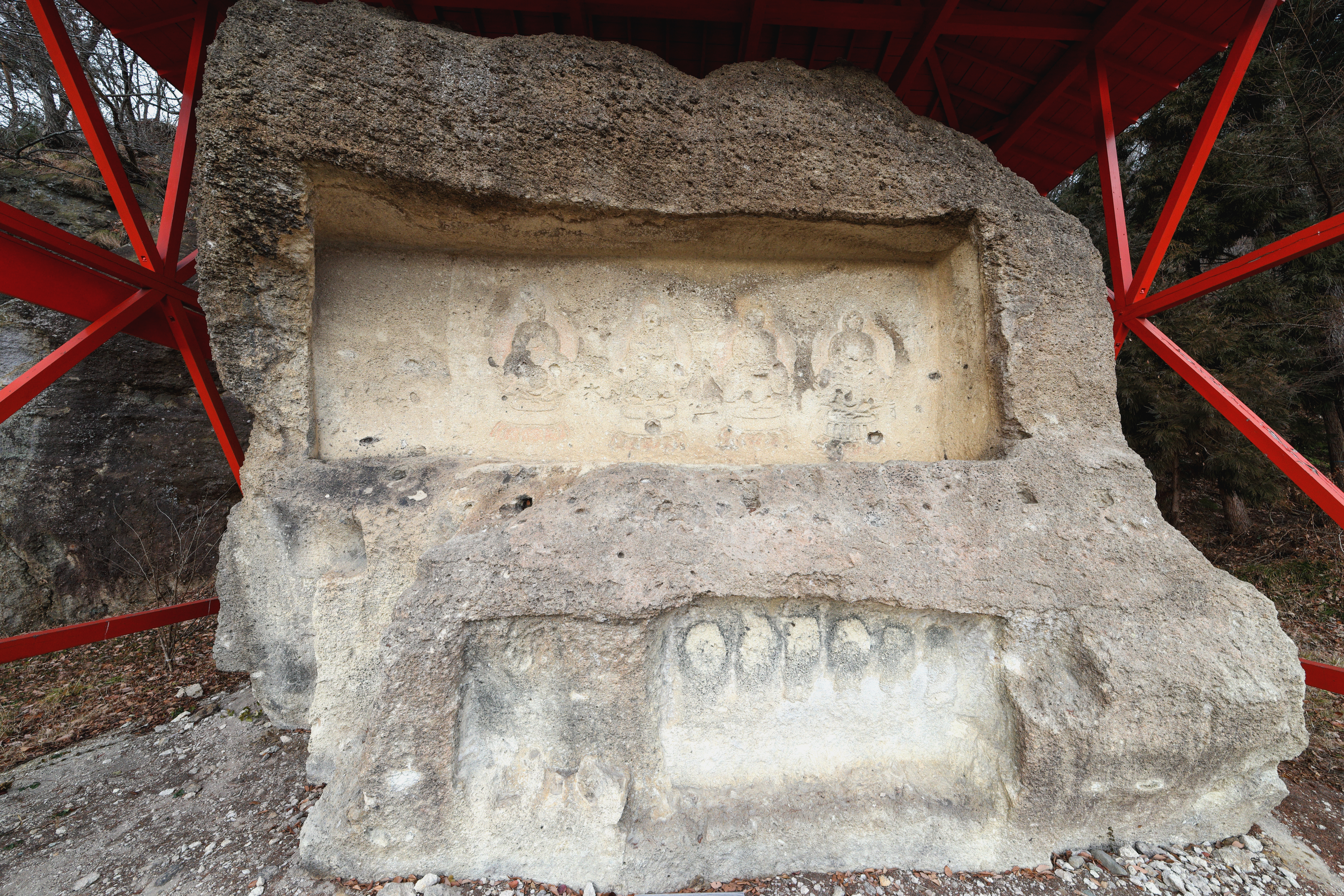
大森山の磨崖仏

### 温泉
- さくらんぼ東根温泉

### 自然
- 東根の大ケヤキ（国の特別天然記念物、1957年（昭和32年）9月11日指定）
- イバラトミヨ生息地（県指定天然記念物、1986年（昭和61年）4月1日指定）
- 東根の大滝（関山の大滝、迫力のある大きな滝）

### 歴史・文化
- 黒鳥観音
  - 本丸南の山上に位置する、723年または871年に勧進されたとされる寺院。ムカサリ絵馬の奉納で有名
- 普光寺（龍興寺）の鐘（（正平11年（1356年）在銘、山形県指定有形文化財）
- 大森山の磨崖仏
  - 大森山南麓にある、凝灰岩の大岩南面に掘られている。 風化しているため、屋根が設置されている。 鎌倉時代末期（1300年頃）の作と推定され、山形県内では最古の磨崖仏である。 上段には五智如来（向かって右から大日如来、阿閦如来（閦」は門の中に人が3つの众）、宝生如来、阿弥陀如来、不空成就如来）で、四体が線彫され朱色の色彩が施された跡もあるが、左端の一体は未完成のままである。下段には六地蔵が刻まれている。（東根市指定有形文化財）
- 仏心寺の大仏（沼沢の仏心寺にある木造釈迦如来坐像。正徳5年（1715年）作。山形県指定有形文化財）[18]
- 長瀞城跡
- 大けやきラ・ラ・ラ通り
  - 東根（小田島）城下の名残をとどめる伝統の商店街「本町商店街」を抜ける大通り。
- 六田の麩
  - 羽州街道の宿場町・六田宿の名残をとどめ、伝統を誇る麩の名店が軒を連ねる。

### 公園
- 大森山公園
- 堂ノ前公園
- 若木山公園

### イベント
- 東根元旦マラソン （毎年1月1日開催。8km、3km、歩いて3kmコースがある。）
- さくらんぼマラソン大会 （毎年6月上旬に陸上自衛隊神町駐屯地周辺その他で開催）
- ひがしね祭 （毎年8月10日・11日に市役所周辺その他で開催）
- 最上川舟唄全国大会（毎年9月に開催）
- ひがしね湯けむり映画祭 （毎年秋に開催。場所「さくらんぼ東根温泉」）
- 東根市総合文化祭 （毎年秋に開催。場所「さくらんぼタントクルセンター ）

## 東根市が舞台となっている作品
- シンセミア - 阿部和重

## 出身有名人
- 阿部文男（政治家、元北海道開発庁長官）
- 阿部正俊（政治家）
- 横尾友栄（実業家、元山形放送アナウンサー）
- 桜井進（数学者）
- 村山士郎（教育評論家、大東文化大学教授）
- 村川和宏（漫画家）
- 矢萩喜從郎（建築家、デザイナー）
- 阿部和重（小説家、芥川龍之介賞受賞）
- 岡崎裕美子（歌人）
- 国分一太郎（児童文学者）
- 芦野芳晴（アニメーター、アニメーション監督）
- 齋藤友貴哉（プロ野球選手）
- 本間朋晃（プロレスラー）